# Saturday Night's Main Event
Saturday Night's Main Event er et tv-program produceret af World Wrestling Entertainment, der blev vist med jævne mellemrum mellem 1985 og 1992 på den amerikanske tv-station NBC i stedet for underholdningsprogrammet Saturday Night Live. Tv-programmet vendte tilbage d. 18. marts 2006. 
I programmets begyndelse var det et sjældent eksempel på, at et tv-program med wrestling blev sendt i den bedste sendetid på en kommerciel amerikansk tv-station efter 1950'erne. Det kom samtidig med, at wrestling i USA gik ind i ny guldalder. Wrestlingkampene i Saturday Night's Main Event bestod udelukkende af store kampe af en kvalitet, der ellers normalt kun ville blive sendt på pay-per-view.
Tv-programmet forlod NBC i 1991 og blev derefter vist to gange på FOX i 1992, inden det forsvandt i mere end et årti. Da WWE's ugentlige tv-program RAW i 2005 vendte tilbage til tv-stationen USA Network, blev der pustet nyt liv i Saturday Night's Main Event også. I 2006 blev der sendt en serie af nye udsendelser. Både wrestlere fra RAW, SmackDown og ECW deltagere i Saturday Night's Main Event. Den seneste episode af tv-programmet blev sendt 2. august 2008. 
| Sport | Spire Denne artikel om sport er en spire som bør udbygges. Du er velkommen til at hjælpe Wikipedia ved at udvide den. |